# Seventh Sojourn
Seventh Sojourn es el octavo álbum de estudio por la banda británica The Moody Blues, publicado el 23 de octubre de 1972 en el Reino Unido y el 17 de noviembre de 1972 en los Estados Unidos a través de Threshold Records. El álbum se convirtió en un éxito comercial, alcanzando el puesto #1 en el Billboard 200 y el #5 en el UK Albums Chart.

## Música y letra
A pesar de que las letras de las canciones del álbum abordan asuntos políticos, en el documental de 1990, titulado The Moody Blues: Legend of a Band, el bajista John Lodge describió «I'm Just a Singer (In a Rock and Roll Band)» como una respuesta a los fanáticos que leían erróneamente sabiduría de gurú en las letras de sus canciones.
Instrumentalmente, el tecladista Mike Pinder, además del Mellotron usado en álbumes anteriores de The Moody Blues, usó un dispositivo similar llamado Chamberlin.

## Lanzamiento
El sencillo principal del álbum, «Isn't Life Strange», fue publicado en abril de 1972. El sencillo alcanzó las posiciones #13 y #29 en el Reino Unido y en los Estados Unidos respectivamente.
Seventh Sojourn fue publicado el 23 de octubre de 1972 en el Reino Unido y el 17 de noviembre de 1972 en los Estados Unidos a través de Threshold Records. El álbum se convirtió en un éxito comercial, alcanzando el puesto #1 en el Billboard 200 y el #5 en el UK Albums Chart. También fue certificado con disco de oro por la Asociación de Industria Discográfica de Estados Unidos.
El segundo y último sencillo, «I'm Just a Singer (In a Rock and Roll Band)», fue publicado junto con «For My Lady» como lado B en enero de 1973.

## Recepción de la crítica
Bruce Eder de AllMusic le dio 3 estrellas y media al álbum y dijo: “A pesar de la presencia de dos baladas, Seventh Sojourn fue notable por mostrar el sonido más roquero que esta banda haya producido alguna vez en un disco”. El sitio web Aphoristic Album Reviews comentó que “John Lodge es el artista destacado” y que “«Isn't Life Strange» y «I'm Just a Singer (In a Rock and Roll Band)» son las piezas centrales del álbum”.

## Lista de canciones
| Lado uno |                        |                |          |  |
| N.º      | Título                 | Escritor(es)   | Duración |  |
| 1.       | «Lost in a Lost World» | Mike Pinder    | 4:41     |  |
| 2.       | «New Horizons»         | Justin Hayward | 5:10     |  |
| 3.       | «For My Lady»          | Ray Thomas     | 3:57     |  |
| 4.       | «Isn't Life Strange»   | John Lodge     | 6:08     |  |

| Lado dos |                                               |                      |          |  |
| N.º      | Título                                        | Escritor(es)         | Duración |  |
| 1.       | «You and Me»                                  | Hayward, Graeme Edge | 4:19     |  |
| 2.       | «The Land of Make-Believe»                    | Hayward              | 4:50     |  |
| 3.       | «When You're a Free Man»                      | Pinder               | 6:05     |  |
| 4.       | «I'm Just a Singer (In a Rock and Roll Band)» | Lodge                | 4:17     |  |

## Créditos
Créditos adaptados desde las notas del álbum.
The Moody Blues
- Justin Hayward – voz principal y coros (2, 4–6), guitarras
- John Lodge – voz principal y coros (4, 8), bajo eléctrico, guitarra acústica
- Ray Thomas – voz principal y coros (3, 5), flauta, pandereta, saxofón, oboe
- Graeme Edge – batería, percusión, coros
- Mike Pinder – voz principal y coros (1, 5, 7), Chamberlin, piano, armonio

Personal técnico
- Tony Clarke – productor
- Derek Varnals – ingeniero de grabación

Diseño
- Phil Travers – diseño de portada[7]

## Posicionamiento
| Gráficas (1972)                   | Pico de posición |
| --------------------------------- | ---------------- |
| Alemania (Offizielle Top 100)     | 38               |
| Japón (Oricon)                    | 37               |
| Noruega (VG-lista)                | 10               |
| Países Bajos (Nederlandse Top 40) | 7                |
| Reino Unido (UK Albums Chart)     | 5                |
| Estados Unidos (Billboard 200)    | 1                |
| Estados Unidos (Cashbox Top 100)  | 1                |